# Multiplikatorrolle

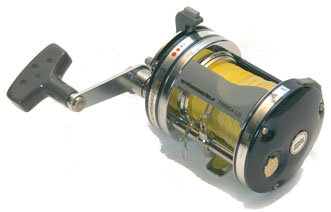
Multirolle

Als Multiplikatorrolle abgekürzt Multirolle wird die erste Art Angelrolle bezeichnet, in der sich die Spule mithilfe einer Übersetzung schneller als die Kurbel, bzw. bei 1:1-Übersetzung, gleich schnell dreht.

## Verbreitung
Dieser Rollentyp wurde wohl in der zweiten Hälfte des 18. Jahrhunderts in England erfunden, erlangte aber Anfang des 19. Jahrhunderts durch den Amerikaner George W. Snyder seinen Durchbruch. In der Multirolle dreht sich die Spule sowohl beim Auswerfen als auch beim Einholen des Köders. Sie unterscheidet sich somit grundlegend von der Stationärrolle, deren Spule fest steht. Die Stationärrolle ist in Deutschland nach wie vor wesentlich beliebter als die Multirolle. Dies liegt vor allem an der Neigung der Multirolle zur Perückenbildung, wenn sich die Spule während des Wurfs schneller dreht als die Schnur abläuft. Geübtere Angler haben damit jedoch keine Probleme.
In Regionen wie Nordamerika oder Skandinavien, wo hauptsächlich Kunstköder benutzt werden, fischen fast alle Angler mit Multirollen. Im Zuge des Booms spezieller Techniken wie der Vertikal- und Jerkbaitangelei greifen jedoch auch deutsche Angler vermehrt zu diesen Rollentypen. Man kann die Multirollen in Wurfmultis (auch „Baitcaster“ genannt) und „normale“ Multirollen unterscheiden. Die Wurfmultis werden überwiegend mit Spinnködern (zum Spinnfischen) verwendet. Die „Normalen“ werden vom Boot aus benutzt, wo es nicht auf große Wurfweiten ankommt.

## Handhabung
Köderkontakt und Drillgefühl sind mit der Multirolle wesentlich intensiver als mit der Stationärrolle, daher bevorzugen Experten sie schon lange. Diese Rollen haben meistens eine Sternbremse, die an der Kurbel angebracht ist, sowie einen sog. „thumbbar“, eine Art Knopf, der mit dem Daumen bedient wird und die Spule während des Wurfes in den Freilaufmodus schaltet. Moderne Wurfmultis verfügen über mehrere unabhängig voneinander arbeitende Bremssysteme, deren Aufgabe es ist, während des Wurfs die Drehzahl der Spule so zu kontrollieren, dass diese sich nicht schneller dreht als die Schnur abläuft. Meist bestehen diese Bremssysteme aus einer Reibbremse in Kombination mit einer Fliehkraft- bzw. Magnetbremse. Diese modernen Bremssysteme gestalten das Werfen mit Multirollen einfach und angenehm. Unter Umständen kann man sogar größere Wurfweiten als mit der Stationärrolle erreichen.
Die Handhabung der Multirolle bleibt trotz allem etwas schwieriger als die der Stationärrolle. So ist vor allem für Anfänger das Auswerfen wesentlich schwieriger. Die „normalen“ Multirollen werden im Normalfall immer dort eingesetzt, wo sie aufgrund ihrer konstruktionsbedingten Robustheit von Vorteil sind. Typische Beispiele hierfür sind etwa das Tiefseeangeln in Nordeuropa und das sogenannte Big Game Angeln auf große Meeresraubfische wie Marlin, Hai und Thunfisch. Diesen Rollen fehlt meist eine Schnurführung, da sie den gewaltigen Belastungen während des Drillens extrem kämpferischer Meeresfische bei Verwendung von teilweise bis zu 60 Kilogramm (130 lbs) tragenden Schnüren nicht oder nicht lange genug standhalten würde. Normale Multis mit Sternbremsen werden vor allem zum Anlanden kleiner bis mittlerer Grundfische verwendet.
Zum Schleppfischen dagegen werden meist Hebelbremsen benutzt, selbst in relativ leichten Gerätezusammenstellungen (12, 16, 20, 30 lbs IGFA class). Die Hebelbremse ist während des Drills deutlich einfacher und gefühlvoller zu verstellen als die klassische Sternbremse. Überdies verfügt eine Rolle mit Hebelbremse über größere und standfestere Bremsscheiben, welche nicht so schnell überhitzen.
Dies ist von Vorteil, wenn man bedenkt, dass schon ein mittlerer Thunfisch oft über 200 m Schnur in einem Zuge von der Rolle nimmt und dabei Geschwindigkeiten bis zu 70 km/h erreicht.

## Referenzen
- http://www.rhein-angeln.de/angelrollen.htm